# Leptodoras oyakawai
Leptodoras oyakawai är en fiskart som beskrevs av Birindelli, Sousa och Sabaj Pérez 2008. Leptodoras oyakawai ingår i släktet Leptodoras och familjen Doradidae. Inga underarter finns listade i Catalogue of Life.